# Бульвар Ротшильдів
Бульвар Ротшильда (‏івр. שְׂדֵרוֹת רוֹטשִׁילד‏‎) — вулиця Тель-Авіву, одна з головних туристичних пам'яток міста.
Початок на Неве-Цедек на південно-західній окраїні міста і доходить до театру Габіма на сході. В центрі вулиці розміщена смуга дерев із пішохідною та велосипедною доріжками.

## Історія

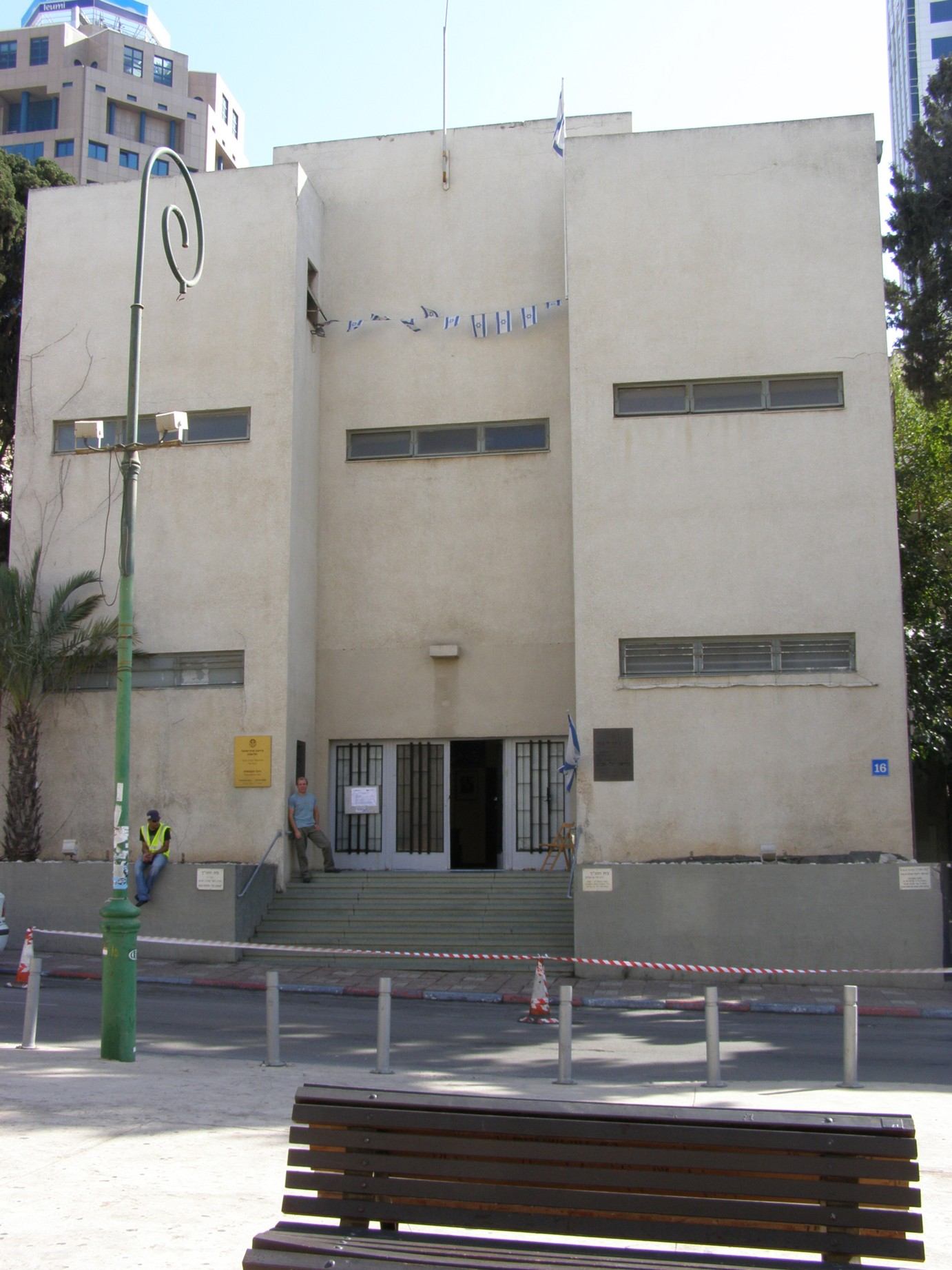
Зал незалежності на бульварі Ротшильда, 16, 2007 р.

Бульвар Ротшильда початкова носив назву Рехов ха-Ам («Народна вулиця») і по бажанню жителів міста був перейменований на честь барона Едмона Джеймса де Ротшильда.
Дім на розі бульвару Ротшильда та вулиці Герцля був побудовані в 1909 році сім'єю Еліафсон, одною з шістдесяти сімей засновників Тель-Авіву.
У 2007 році ця будівля була куплена та реставрована Інститутом Франції.
На бульварі Ротшильда знаходиться Зал Незалежності, де в 1948 була підписана Декларація незалежності Ізраїлю.
Багато з історичних будівель, побудованих в стилі Баухауз чи інтернаціональному стилі, входять в склад Білого міста Тель-Авіву, внесеного в список Світової спадщини ЮНЕСКО. На фасаді будинку Ледерберга 1925 року побудови, розміщеного на стику вулиці Аленбі та бульвару Ротшильда, можна побачити керамічні фрески, які зробив Зеєв Рабан.
На цих фресках зображені єврейські переселенці в Палестину, які займаються сільськогосподарськими роботами, із підписом цитатою  пророка Ієреміх.
В 1995 році муніципалітет провів архітектурний конкурс на кращий дизайн вулиці. Архітектор Моті Бодек запропонував використовувати існуючі кільце вулиць як систему пішохідних шляхів та велосипедних доріжок, призначених для туристів, спортивних і рекреаційних подій, а також відновлення та реконструкцію історичних кіосків.
У 2013 компанія Абсолют у рамках свого проекту, присвяченого містам світу, представила пляшку, яка присвячена Тель-Авіву. Дизайн пляшки розроблений на основі нічного пейзажу бульварів Ротшильда та Нордау.

## Фінансовий центр
Бульвар Ротшильда відомий як місце концентрації фінансових закладів. Тут розміщені вежа Першого міжнародного банку, а також офіс ізраїльського відділу банку HSBC. До 2005 року на бульварі було відновлено історичні будівлі, та вулиця відчуває період своєрідного піднесення. В лютому 2012 року компанія «Bloomberg» відкрила офіс на бульварі Ротшильд], а в березні того ж року — відкрила офіс банківська група Julius Baer Group .
В 2011 на бульварі Ротшильда було розбито наметове містечко  учасників масових протестів проти дорогих цін на житло та високих витрат на проживання.

## Галерея

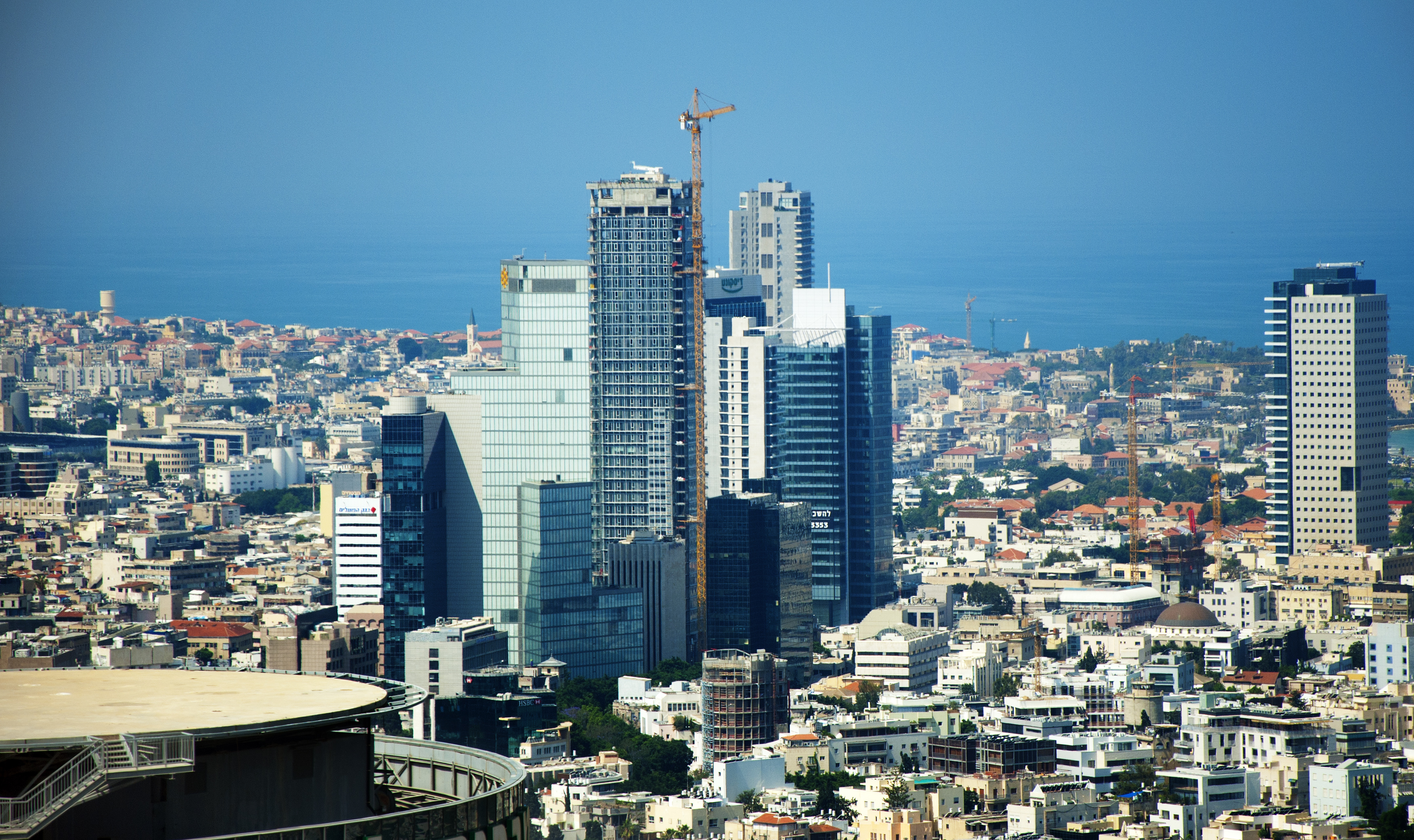
Вежі на Бульварі Ротшильда (центр)
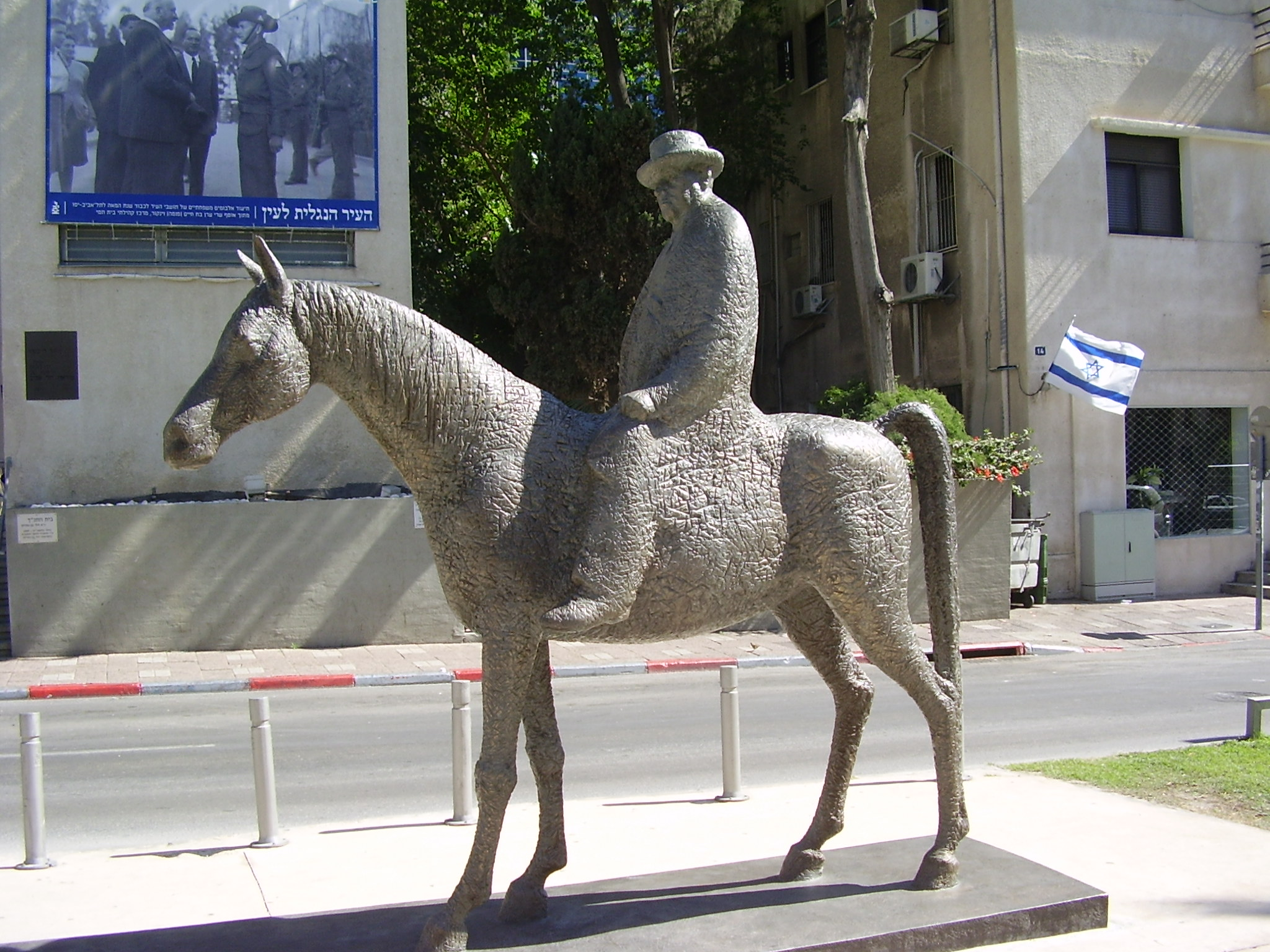
Статуя мера Меіра Дзизіґофа верхи на коні
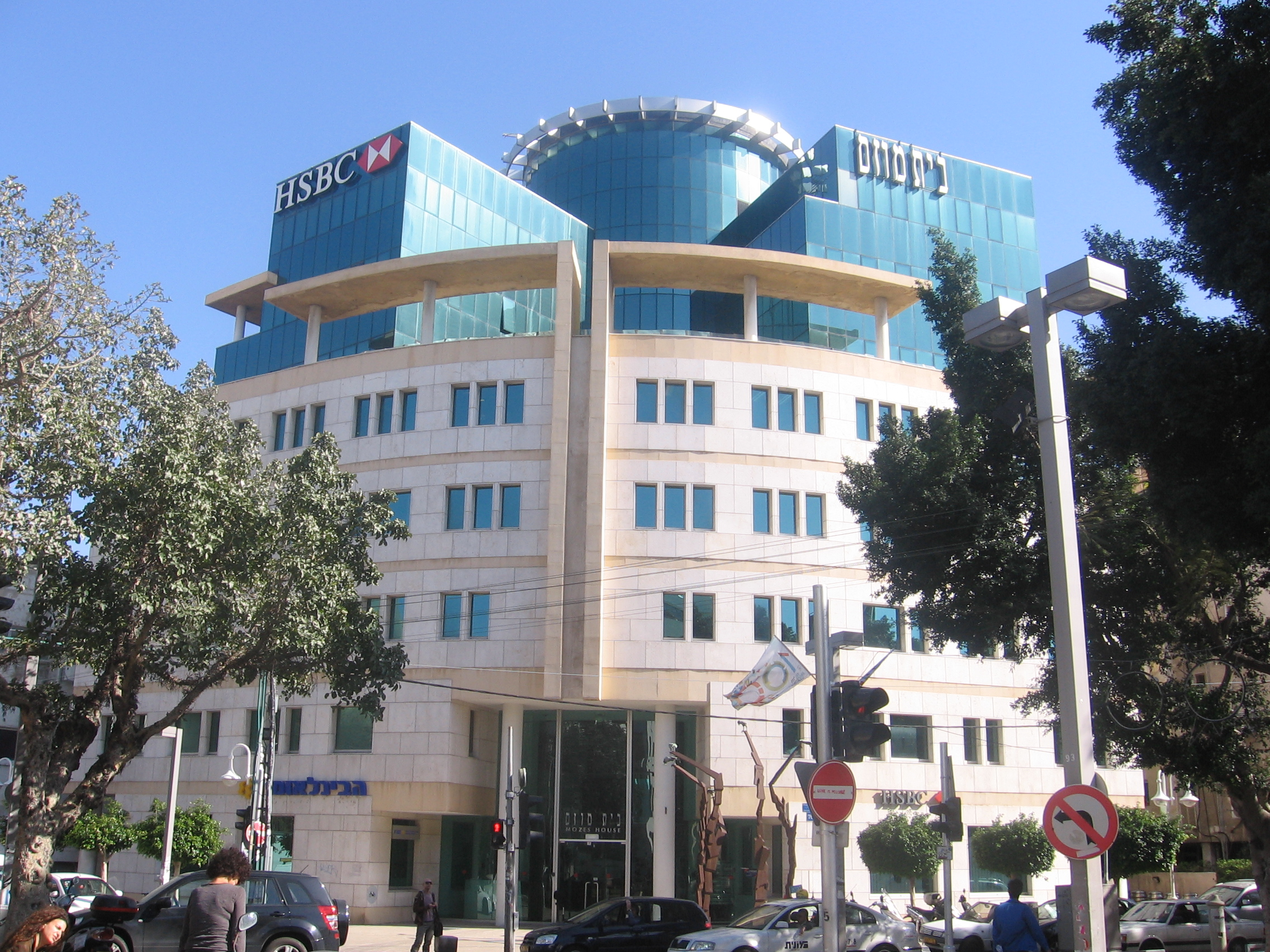
Беіт Мосес на Бульварі Ротшильда
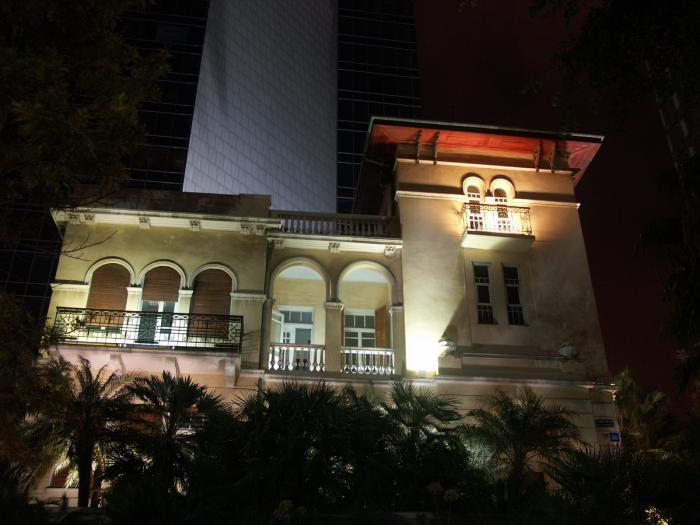
Російська амбасада на бульварі Ротшильда. Побудована (1924); реставрована (1991), арх. Єгуда Магидович
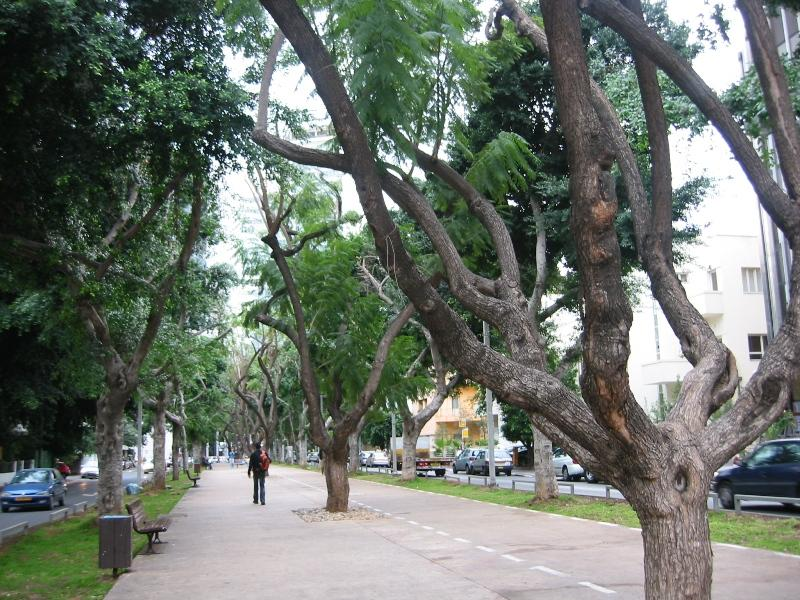
Бульвар Ротшильда
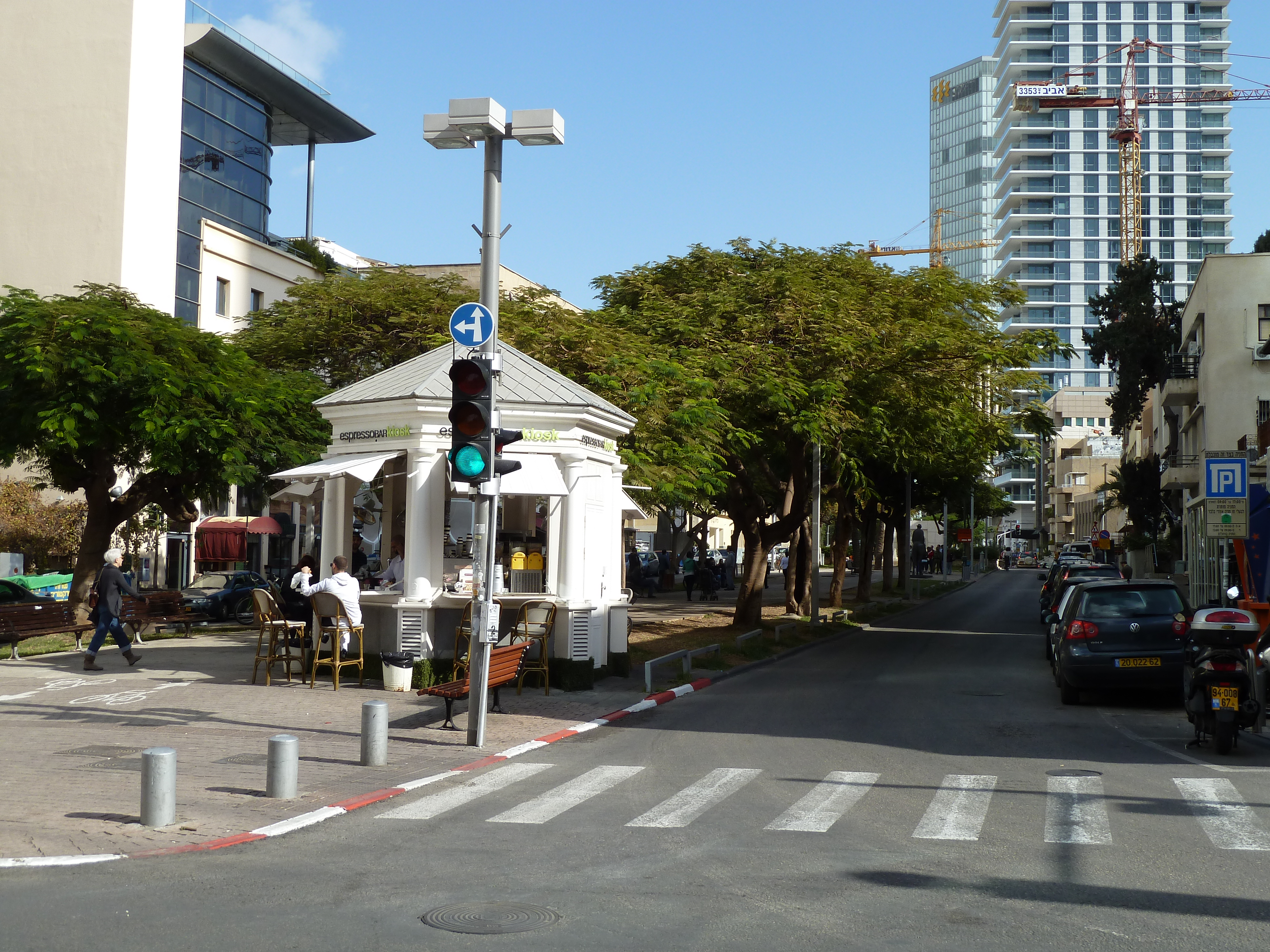
Куточок бульвару ротшильдів на вулиці Герцля